# Unter Strom
Unter Strom ist eine deutsche Filmkomödie von Zoltan Paul aus dem Jahr 2008, die am 10. Dezember 2009 in deutschen Kinos startete.

## Handlung
Ein frisch geschiedenes, permanent streitendes Ehepaar, ein zu Unrecht verurteilter Kleinganove auf der Flucht, seine von seinem besten Freund schwangere Freundin, genau dieser beste Freund, ein als Geisel genommener Wirtschaftsminister, sein heimlicher Liebhaber – zufälligerweise auch Kriminalkommissar –, die unglücklich in ihren Kollegen verliebte Kommissarin – sie alle treffen in der Sommerresidenz des Nicht-Mehr-Ehepaares Trieb aufeinander, wo der Liebhaber der Ehefrau bereits in freudiger Erwartung den Champagner kalt gestellt hat. Umstellt von unkoordinierten Polizeitruppen, den eigenen Spannungen hilflos ausgeliefert, stehen alle Beteiligten unter Strom.

## Produktion
Produziert wurde der Spielfilm von Clementina Hegewisch, die nach dem Tod von Laurens Straub die Next Film Filmproduktion alleine weiterführt.

## Kritiken
Der Film wurde von einigen Kritikern mit Missfallen aufgenommen. Es gab jedoch vorwiegend positive Reaktionen. So schrieb Peter Zander in Die Welt: „Immer haarsträubender wird Unter Strom, dessen Titel alles andere als untertrieben ist. Regisseur Zoltan Paul gelingt hier, was in Deutschland eher die Ausnahme ist, eine schrille Genrekomödie“, bei der Cineasten „Filmzitate erkennen“ spielen könnten. Der Berliner TIP urteilte: „Zoltan Paul schafft das schwierige Kunststück, ausgefeilten Wortwitz und brachialen Slapstick zusammenzubringen. Das Resultat ist eine verblüffend lustvolle Farce, die ganz in der Tradition der klassischen Screwball-Komödien steht.“ Die Münchner Abendzeitung vom 2. Juli 2009 beschreibt den Film als „[m]utig, witzig, schräg“ und bemerkt des Weiteren: „Wer ein bisschen Sinn für auf die Spitze getriebenen Klamauk hat, amüsiert sich bestens bei Unter Strom.“
Dagegen kritisiert Daniel Sander im Spiegel das Drehbuch und die Dialoge, die zwischen Boulevard-Theater-Schwank und bemühter Tarantino-Coolness wechselten, was nicht gut zusammenpasse, da dem Film für die entsprechenden Bilder die Coolness fehle. Carsten Tritt bemerkt allein Stereotype und Klischees, die verbunden mit der Vorhersehbarkeit des Drehbuches nur Langeweile erzeugten, und Robert Zimmermann von critic.de bemerkt, dass grundsätzlich etwas nicht stimmt: „Beat für Beat, Einstellung für Einstellung wird klar, dass zwischen den Figuren szenisch kaum Beziehungen entstehen“, was zu jeden filmischen Fluss konterkarierender Trivialität führe.